# Simone Mendes
Simone Mendes Rocha Diniz (Uibaí, 24 de maio de 1984), conhecida apenas como Simone Mendes, é uma cantora e compositora brasileira. Tornou-se conhecida por integrar o Forró do Muído e por ser uma das integrantes da dupla Simone & Simaria de 2012 até 2022, também conhecida como As Coleguinhas, juntamente com sua irmã Simaria Mendes. Atualmente, Simone está em carreira solo.

## Biografia
Simone nasceu em Uibaí, no interior da Bahia, em uma família muito humilde. Na infância, morou em diversas cidades do interior do Brasil por conta da profissão do pai, que era garimpeiro de diamantes. Passando dificuldades, chegou a morar em uma casa de madeira. Um fato marcante da infância foi a perda do pai.

## Carreira

### 1998–2022: Início e carreira com Simaria
Simone começou sua carreira quando ainda era menor de idade, em 1998. Aos 14 anos, seguindo os passos da irmã, passou a integrar os backing vocals do cantor Frank Aguiar, onde seguiu pelos próximos sete anos. Em 2007, ao lado da irmã Simaria, se juntou a Binha Cardoso na banda Forró do Muído, onde atingiu grande reconhecimento no Nordeste do Brasil, mais especialmente nos estados do Ceará e Rio Grande do Norte. Em 2012, as irmãs deixaram a banda e seguiram sua carreira musical de forma independente como Simone & Simaria, sob a tutela da Social Music.  
O primeiro disco de Simone & Simaria foi liberado apenas para download no site das artistas. Durante a carreira, a dupla esteve nas paradas nacionais de música. "Quando o Mel É Bom" alcançou a 14.ª posição na Billboard Brasil Hot 100, enquanto "126 Cabides", canção lançada depois, alcançou o topo da parada nacional. O sucesso em escala nacional veio quando a dupla lançou o segundo DVD, intitulado Bar das Coleguinhas (2015). O projeto foi gravado em Fortaleza, em 12 de novembro de 2014, com as participações de Wesley Safadão, Tânia Mara e Gabriel Diniz. Em 2016, a dupla gravou o terceiro DVD na cidade de Goiânia, com as participações das duplas Bruno & Marrone e Jorge & Mateus. Segundo a dupla, este projeto veio para consolidar o sucesso do ano anterior, quando estouraram com a canção "Meu Violão e o Nosso Cachorro".
Em poucos anos de carreira, Simone & Simaria adquiriu relevância significativa no cenário musical, considerada como parte de uma "onda" de artistas femininas no segmento sertanejo. Em 2016, elas participam do primeiro DVD do cantor Felipe Araújo, irmão de Cristiano Araújo, intitulado Ao Vivo em Goiânia, na faixa intitulada "Me Chama Outra Vez". Em julho de 2017, foram confirmadas como novas juradas do talent show The Voice Kids, da TV Globo. Para encerrar 2017 com chave de ouro, a dupla também conquistou o 1º lugar no ranking da Connectmix com a música "Loka", feita em parceria com Anitta. Ao todo, foram 773.242 execuções do hit durante o ano, sendo a música mais executada nas rádios de todo Brasil. Em 2020, o single "Deus de Promessas", lançado em 2018 por Simone e o cantor religioso Davi Sacer, ganhou disco de platina triplo certificado pela Pro-Música Brasil.
Simone e Simaria anunciaram no dia 18 de agosto de 2022 o fim da dupla após dez anos. Em 2022 elas tiveram desentendimentos públicos e já tinham anunciado uma pausa.

### 2023–presente:Cintilante
Em 2023, Simone lançou seu primeiro DVD em carreira solo, intitulado Cintilante. O primeiro single do projeto, "Erro Gostoso", foi lançado em 27 de janeiro do mesmo ano.

## Vida pessoal
Simone é casada com o piloto de avião e empresário Kaká Diniz, com quem tem dois filhos, Simone conheceu Kaká através de sua tia, vendedora de joias, e logo começaram um relacionamento. Eles se casaram em 8 de março de 2013. Os dois filhos de Simone são: Henry, nascido em 3 de agosto de 2014 e Zaya, nascida em 22 de fevereiro de 2021.

## Discografia

### Como artista solo

#### DVDs
| Título                  | Músicas | Total             |
| ----------------------- | --- | ----------------- |
| Cintilante              | - Erro Gostoso - Dois Fugitivos - Arruma a Mala - Amnésia do Beijo - Oi Erro - Me Esquece Por Enquanto - Você Mereceu - Pior Parte - Quadrilha - Caso Sem Nome - Nome Proibido - Tiro no Pé                                                                                | 12                |
| Cantando Sua História   | - Dois Tristes - Beleza Ignorante - Me Devorando - Preguiça de Conhecer Gente Nova - Meu Pra Sempre Não Era Meu - Mulher Foda - Climão - Ranking dos Inesquecíveis - Sofrimento na Resposta - Vai Dar Saudade - Alô Erro - Intimidade Zero - Contra o Mundo - Boca no Lixo | 14                |
| Cantando Sua História 2 | - Me Ama ou Me Larga | 1 (Até o momento) |

#### Álbuns ao vivo
| Título                        | Detalhes |
| ----------------------------- | --- |
| Cintilante                    | - Lançamento: 24 de novembro de 2023 - Formatos: Vídeo ao vivo, digital download, streaming, - Gravadora: Universal |
| Cantando Sua História, Vol. 2 | - Lançamento: 12 de julho de 2024 - Formatos: Vídeo ao vivo, digital download, streaming, - Gravadora: Universal    |
|                               | |

#### Extended plays(EPs)
| Faixas do extended play                                                |
| ---------------------------------------------------------------------- |
| 1. Erro Gostoso 2. Dois Fugitivos 3. Amnésia do Beijo 4. Arruma a Mala |

| Faixas do extended play                                                                                      |
| --- |
| 1. Erro Gostoso 2. Me Esquece Por Enquanto 3. Dois Fugitivos 4. Oi Erro 5. Amnésia do Beijo 6. Arruma a Mala |

| Faixas do extended play |
| --- |
| 1. Dois Fugitivos 2. Pior Parte 3. Erro Gostoso 4. Quadrilha 5. Você Mereceu 6. Oi Erro 7. Me Esquece Por Enquanto 8. Amnésia do Beijo 9. Arruma a Mala |

| Faixas do extended play                                                                |
| -------------------------------------------------------------------------------------- |
| 1. Dois Tristes 2. Me Devorando 3. Preguiça de Conhecer Gente Nova 4. Beleza Ignorante |

#### Singles
| Título           | Ano  | Melhor posição | Álbum                 |
| Título           | Ano  | BRA            | Álbum                 |
| ---------------- | ---- | -------------- | --------------------- |
| "Erro Gostoso"   | 2023 | 3              | Cintilante            |
| "Dois Fugitivos" | 2023 | 6              | Cintilante            |
| "Dois Tristes"   | 2024 | 3              | Cantando Sua História |
| "Mulher Foda"    | 2024 | 11             | Cantando Sua História |

| Título                                                                | Ano  | Álbum                     |
| --------------------------------------------------------------------- | ---- | ------------------------- |
| "Deus de Promessas" (Davi Sacer part. Simone Mendes)                  | 2018 | 15 Anos                   |
| "Volta Vai" (Ávine Vinny part. Simone Mendes)                         | 2019 | Não adicionado em álbum   |
| "Manda Um Oi" (Guilherme & Benuto part. Simone Mendes)                | 2023 | Deu Rolo de Novo          |
| "Não Vai Ver Nunca" (Ana Castela part. Simone Mendes)                 | 2023 | Boiadeira Internacional   |
| "24 Horas de Amor" (Edson & Hudson part. Simone Mendes)               | 2023 | Foi Deus                  |
| "Te Troquei Pelos Bares" (Edson & Hudson part. Simone Mendes)         | 2023 | Foi Deus                  |
| "Daqui pra Sempre" (Manu part. Simone Mendes)                         | 2023 | Ao Vivo Em Fortaleza      |
| "Beijoqueira" (Thiago Carvalho part. Simone Mendes)                   | 2023 | Ao Vivo Em Goiânia        |
| "Oceano" (Felipe & Rodrigo part. Simone Mendes)                       | 2023 | Ao Vivo Em Goiânia        |
| "Primeiro Passo / Ânsia / Volta Vai" (Xand Avião part. Simone Mendes) | 2024 | Mixtura                   |
| "Traindo no Escuro" (Clayton & Romário part. Simone Mendes)           | 2024 | Ao Vivo Em Brasília       |
| "Amor Diferente" (Thiago & Samuel part. Simone Mendes)                | 2024 | Ao Vivo Em São Paulo      |
| "Língua Doce" (Leo Santana part. Simone Mendes)                       | 2024 | Leo & Elas                |
| "Nem a Pau" (Yasmin Santos part. Simone Mendes)                       | 2024 | Eu, Yasmin Santos         |
| "Se o Amor Falasse" (Mano Walter part. Simone Mendes)                 | 2024 | Novo Horizonte            |
| "Abandonando" (Marcos & Belutti part. Simone Mendes)                  | 2024 | Marcos & Belutti 15 Anos  |
| "Romance de Filme" (Chitãozinho & Xororó part. Simone Mendes)         | 2024 | José & Durval             |
| "Onde É Que Deu Errado?" (Luísa Sonza part. Simone Mendes)            | 2024 | Escândalo Íntimo (Deluxe) |
| "Disco Arranhado" (César Menotti & Fabiano part. Simone Mendes)       | 2024 | XX Anos Intensidade       |
| "Quero Que Você Se..." (Zé Neto & Cristiano part. Simone Mendes)      | 2024 | Intenso                   |
| "Perdeu" (Anitta part. Simone Mendes)                                 | 2024 | Ensaios da Anitta         |
| "Saudade Burra" (Lauana Prado part. Simone Mendes)                    | 2025 | Transcende                |

#### Singles promocionais
| Título                                                                  | Ano  | Álbum                   |
| ----------------------------------------------------------------------- | ---- | ----------------------- |
| "Cavalgada"                                                             | 2023 | Não adicionado em álbum |
| "Nossa Distância" (Simone Mendes e Luan Santana)                        | 2023 | Não adicionado em álbum |
| "Mesa Vermelha" (Simone Mendes part. Péricles, Marina Sena e MC Daniel) | 2023 | Não adicionado em álbum |

## Filmografia

### Cinema
| Ano  | Título      | Cargo / Personagem |
| ---- | ----------- | ------------------ |
| 2019 | Os Parças 2 | Ela mesma          |
| 2020 | Trolls 2    | Delta D (voz)      |

### Televisão
| Ano       | Título                   | Cargo / Personagem | Notas                             |
| --------- | ------------------------ | ------------------ | --------------------------------- |
| 2010      | Aventuras do Didi        | Noiva do Didi      | Episódio: "1 de agosto de 2010"   |
| 2017      | O Outro Lado do Paraíso  | Ela mesma          | Episódio: "4 de novembro de 2017" |
| 2018–2020 | The Voice Kids           | Jurada / Técnica   | Temporadas 3–5                    |
| 2021      | The Masked Singer Brasil | Jurada             | Temporada 1                       |
| 2023      | Terra e Paixão           | Ela mesma          | Episódio: "21 de julho"           |

### Internet
| Ano           | Título        | Cargo         | Plataforma |
| ------------- | ------------- | ------------- | ---------- |
| 2020–presente | Simone Mendes | Apresentadora | YouTube    |

## Prêmios e indicações
| Ano  | Premiação                             | Categoria                        | Indicação                                          | Resultado | Ref.   |
| ---- | ------------------------------------- | -------------------------------- | -------------------------------------------------- | --------- | ------ |
| 2012 | Prêmio Forrozão                       | Melhor Cantora                   | Simone Mendes                                      | Venceu    |        |
| 2013 | Prêmio Forrozão                       | Melhor Cantora                   | Simone Mendes                                      | Venceu    |        |
| 2022 | Prêmio iBest                          | Influenciadora Bahia             | Simone Mendes                                      | Venceu    | [ 22 ] |
| 2022 | Prêmio iBest                          | Fandom de Música                 | Fandom da Simone Mendes                            | 3º lugar  | [ 23 ] |
| 2023 | Prêmio Multishow de Música Brasileira | Hit do Ano                       | "Erro Gostoso (Ao Vivo)"                           | Venceu    | [ 24 ] |
| 2023 | Prêmio Multishow de Música Brasileira | Sertanejo do Ano                 | "Erro Gostoso (Ao Vivo)"                           | Venceu    | [ 24 ] |
| 2023 | Melhores do Ano                       | Música do Ano                    | "Erro Gostoso"                                     | Venceu    |        |
| 2023 | Prêmio iBest                          | Fandom de Música                 | Simone Mendes                                      | TOP3      | [ 25 ] |
| 2023 | Prêmio iBest                          | Influenciador Bahia              | Simone Mendes                                      | Venceu    | [ 25 ] |
| 2023 | Prêmio iBest                          | Influenciador da Música          | Simone Mendes                                      | Venceu    | [ 25 ] |
| 2024 | Grammy Latino                         | Melhor Álbum de Música Sertaneja | Cintilante                                         | Indicada  |        |
| 2024 | Prêmio Multishow de Música Brasileira | Brega do Ano                     | "Daqui Pra Sempre (Manu Bahtidão e Simone Mendes)" | Venceu    |        |
| 2024 | Prêmio Multishow de Música Brasileira | Sertanejo do Ano                 | "Dois Tristes"                                     | Indicada  |        |
| 2024 | Prêmio Multishow de Música Brasileira | Sertanejo do Ano                 | "Mulher Foda"                                      | Indicada  |        |
| 2024 | Melhores do Ano                       | Música do Ano                    | "Dois Tristes"                                     | Venceu    | [ 26 ] |